# 大平修蔵
大平 修蔵（おおひら しゅうぞう、2001年3月12日 - ）は、日本のファッションモデル、俳優、TikToker、DJである。神奈川県出身。スターレイプロダクション所属。

## 来歴
2001年3月12日、神奈川県に生まれる。親がスイス航空に勤めていたこともあり、日常的に英語が飛び交う家庭の中で、4歳上の兄と4歳下の弟を持つ男三兄弟の次男として育った。
2013年、12歳で原宿を訪れた際に芸能事務所にスカウトされ所属するも、演技レッスン耐え切れず退所。
2016年、15歳でニュージーランドへ留学。
帰国後、スカウトを受けて、スターレイプロダクションへ入所。
2020年1月、友人や事務所に勧められ、TikTokへの動画投稿を開始。わずか5ヶ月後にはフォロワー数が100万人を突破し、半年後には200万人を突破。
2020年9月2日、東京で催された「ルイ・ヴィトン」の2021年春夏メンズ・コレクションに出演し、ランウェイデビュー。
2020年11月8日、『第35回MEN'S NON-NOモデルオーディション』において、3,000通以上の応募の中から「TikTok賞」を受賞し、専属モデルに選出された。
2021年1月20日、オンラインで開催された「yoshiokubo」の2021年秋冬コレクションに出演し、パリコレデビュー。
2021年4月24日より、テレビ朝日系ドラマ『泣くな研修医』に関和樹役で出演し、俳優デビュー。
2021年7月4日より、朝日放送系ドラマ『痴情の接吻』に里中敦役で出演。
2021年8月1日より、ABEMAの恋愛リアリティ番組『虹とオオカミには騙されない』に出演。
2021年9月、メイベリン ニューヨークが発売する「フィットミー プライマー」のビジュアルモデルに就任。
2022年12月からは、いわゆる「Z世代」の代表として、MBSラジオの『PEACE with Love』に出演。ラジオ番組へのレギュラー出演は初めてで、発起人兼パーソナリティの榛葉健（毎日放送のプロデューサーでドキュメンタリー映画の監督）から出演を打診された際には、榛葉が用意していた番組の仮タイトル（『PEACE Radio』）に「with Love」を付けることを提案したという。

## 人物
趣味は週6回トレーニングで、特技はサッカー、英語。

## 出演

### テレビドラマ
- 泣くな研修医（2021年4月24日 - 6月26日、テレビ朝日） - 関和樹 役[8]
- 痴情の接吻（2021年7月4日 - 9月26日、朝日放送） - 里中敦 役[9]
- 准教授・高槻彰良の推察 第4話（2021年8月28日、東海テレビ） - 三谷勉 役
- あせとせっけん（2022年2月4日（3日深夜） - 4月1日（3月31日深夜）、MBS・TBS） - 涼村悠二 役[14]
- 絶対BLになる世界VS絶対BLになりたくない男 シーズン2（2022年3月20日、CSテレ朝チャンネル1）[15]

### ウェブドラマ
- 泣くな！関和樹（2021年5月1日、テレビ朝日、TikTok） - 主演・関和樹 役[16]
- 8.2秒の法則（2022年6月10日、全5回、YouTube） - 主演・天井幸一 役

### 映画
- BLUE FIGHT 〜蒼き若者たちのブレイキングダウン〜（2025年1月31日公開、ギャガ / YOAKE FILM配給） - 佐渡島条威 役

### ラジオ番組
- PEACE with Love（2022年12月3日 - 、MBSラジオ） - 榛葉健・豊崎由里絵（毎日放送出身のフリーアナウンサー）と共にパーソナリティを担当

### ウェブ番組
- 超十代チャンネル（2020年7月23日 - 11月19日、YouTube）
- 虹とオオカミには騙されない（2021年8月1日 - 10月24日、AbemaTV）[10]

### 広告
- ミュゼプラチナム メンズミュゼプラチナム イメージキャラクター（2021年）[17]
- メイベリン ニューヨーク「フィットミー プライマー」ビジュアルモデル（2021年9月11日、ロレアル）[11][12]
- GU イメージモデル（2023年）[18]

## 公演

### コレクション
- ルイ・ヴィトン 2021 S/S メンズ・コレクション（2020年9月2日、東京）[2]
- パリ・ファッションウィーク yoshiokubo 2021 F/W コレクション（2021年1月20日、オンライン）[7]
- 第33回 マイナビ 東京ガールズコレクション 2021 A/W（2021年9月4日、さいたまスーパーアリーナ・オンライン）[19]
- 第21回 EXIA Presents 関西コレクション 2021 A/W（2021年9月5日、京セラドーム大阪）[20]
- TAE ASHIDA 2022-23AW Collection（2022年4月6日、東京）[21]

## 書籍

### 写真集
- OHIRA SHUZO（2021年3月11日、スターレイプロダクション、ASIN B08YR3HFMX） - デジタル写真集

### 雑誌
- MEN'S NON-NO（2021年、集英社） - 専属モデル

## 受賞歴
- 第35回MEN'S NON-NOモデルオーディション TikTok賞（2020年11月8日、集英社）[6]